# Evgeny Kobozev
Evgeny Kobozev (Ryazan, Rusia, 11 de enero de 1990) es un futbolista ruso. Juega de arquero y su equipo actual es el Jönköpings Södra IF de la Allsvenskan.

## Clubes
| Club                     | País      | Año           | PJ | Goles |
| ------------------------ | --------- | ------------- | -- | ----- |
| FC Torpedo-ZIL           | Rusia     | 2010          | 28 | 0     |
| FC Ufa                   | Rusia     | 2011 - 2013   | 58 | 0     |
| Terek Grozny             | Rusia     | 2013 - 2015   | 0  | 0     |
| Krylya Sovetov Kuybyshev | Rusia     | 2015          | 0  | 0     |
| FC Tosno                 | Rusia     | 2016          | 5  | 0     |
| VPS Vaasa                | Finlandia | 2016          | 33 | 0     |
| Jönköpings Södra IF      | Suecia    | 2017-presente | 4  | 0     |